# Progne subis
La golondrina purpúrea (Progne subis) es una especie de ave paseriforme de la familia Hirundinidae. Es la mayor golondrina de Norteamérica.

## Descripción
Alcanza los 18 a 22 cm de longitud. Esta especie tiene un claro dimorfismo sexual : los machos adultos tienen un plumaje brillante de color negro azulado, excepto en las alas y la cola que son de un negro opaco, mientras que las hembras y los polluelos son de color marrón oscuro en la parte superior y color beige en la parte inferior, con la garganta y el pecho manchado de gris.